# Мавританська залізниця

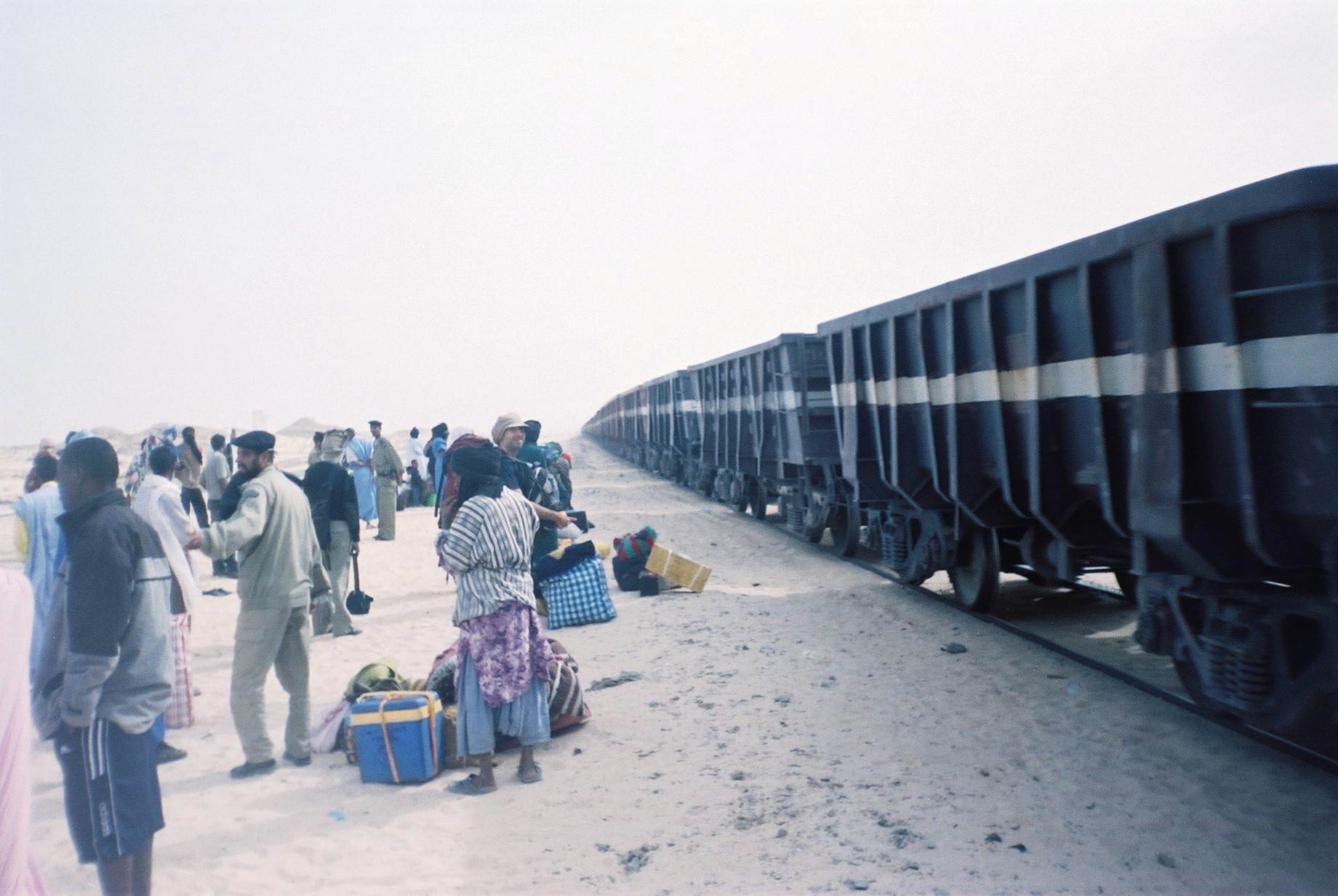
Потяг з рудою на станції Нуадібу

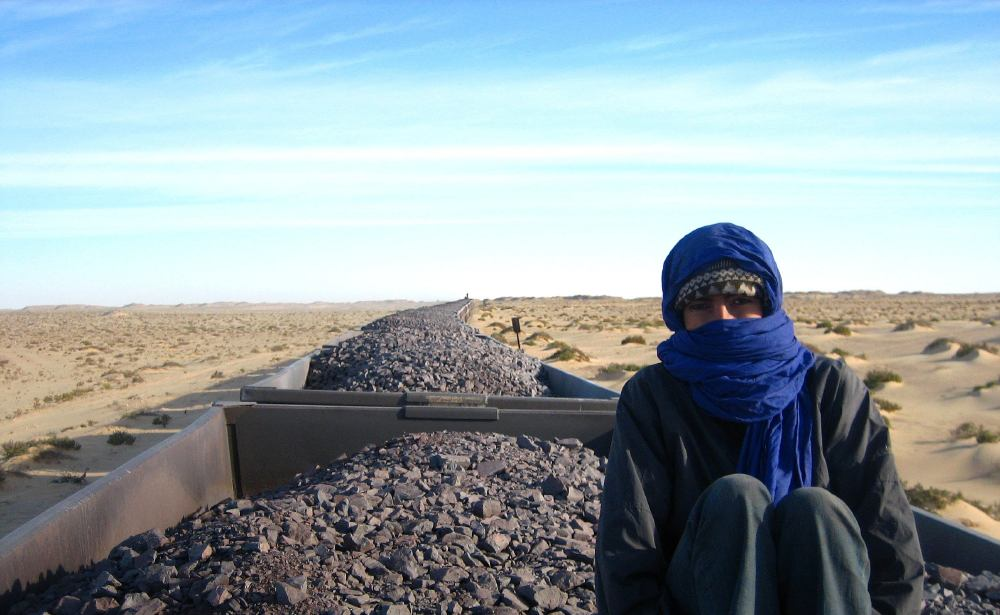
Пасажирка на вагоні з рудою

Мавританська залізниця складається з однієї залізничної лінії довжиною в 704 км. Вона з'єднує центр рудовидобувних шахт  Мавританії, місто Зуерат з портовим містом Нуадібу. Державна організація Société Nationale Industrielle et Minière (SNIM) контролює всю лінію.
Довжина потягів досягає 2,5 км, що робить їх одними з найдовших і важких в світі. На чолі таких потягів зазвичай ставлять 3-4 тепловози General Motors 3300HP. Вони ведуть потяг довжиною від 200 до 210 вагонів, з 84 тоннами вантажу на кожному і кілька допоміжних вагонів. Середній вантажообіг дороги складає 16,6 мільйонів тонн на рік.
Пасажирські перевезення здійснюються компанією ATTM Society (Société d'assainissement, de travaux, de transport et de maintenance), підконтрольна SNIM. Хоча пасажирські вагони причіплюють до потягів, нерідко пасажири воліють їхати зовні на дахах вагонів або у вантажних вагонах, розташувавшись прямо на руді.